# Liste der Biografien/Isk
Liste der Biografien |
Portal Biografien |
Personensuche
# |
A |
B |
C |
D |
E |
F |
G |
H |
I |
J |
K |
L |
M |
N |
O |
P |
Q |
R |
S |
T |
U |
V |
W |
X |
Y |
Z |
?
 
Ia |
Ib |
Ic |
Id |
Ie |
If |
Ig |
Ih |
Ii |
Ij |
Ik |
Il |
Im |
In |
Io |
Ip |
Iq |
Ir |
Is |
It |
Iu |
Iv |
Iw |
Ix |
Iy |
Iz
 
Isa |
Isb |
Isc |
Isd |
Ise |
Isf |
Isg |
Ish |
Isi |
Isj |
Isk |
Isl |
Ism |
Isn |
Iso |
Isp |
Isr |
Iss |
Ist |
Isu |
Isw |
Isy
Die Liste der Biografien führt alle Personen auf, die in der deutschsprachigen Wikipedia einen Artikel haben. Dieses ist eine Teilliste mit 35 Einträgen von Personen, deren Namen mit den Buchstaben „Isk“ beginnt.

## Isk

### Iska
- Iskallatu, Königin der Araber zur Zeit des assyrischen Königs Sanherib
- İşkan Işık, Havva (* 1956), türkische Klassische Archäologin
- Iskandar Muda (1590–1636), 12. Sultan von Aceh auf Sumatra
- Iskandar, Aide (* 1975), singapurischer Fußballspieler
- Iskandar, Alif (* 1999), singapurischer Fußballspieler
- Iskandar, Bughrahan (* 2000), chinesischer Fußballspieler
- Iskandar, Fashah (* 1995), singapurischer Fußballspieler
- Iskandar, Georges (* 1968), libanesischer Geistlicher, melkitisch griechisch-katholischer Erzbischof von Tyros
- Iskandar, Irfan (* 2004), singapurischer Fußballspieler
- Iskandar, Jessica (* 1988), indonesische Schauspielerin, Model, Moderatorin und Sängerin
- Iskandar, Katharina (* 1978), deutsche Journalistin
- Iskandar, Mahmud Al-Haj (1932–2010), achter König von Malaysia
- Iskandar, Mohd Azlan (* 1982), malaysischer Squashspieler
- Iskandar, Ray (* 2002), libanesischer Skirennläufer
- Iskandar, Shady Ahdy (* 1993), ägyptisch-US-amerikanischer Fußballspieler
- Iskandarjan, Mnazakan Frunsewitsch (* 1967), sowjetischer Ringer
- Iskandarova, Saida (* 1980), usbekische Schwimmerin
- Iskandarow, Akbarschoh (* 1951), tadschikischer Politiker und Präsident
- Iskandarowa, Diloro (* 1960), tadschikische Hochschullehrerin
- Iskandarowa, Faroghat (* 1955), tadschikische Iranistin und Dozentin für die tadschikische Sprache
- Iskander, Fasil Abdulowitsch (1929–2016), abchasischer Schriftsteller
- Iskander, Maryana (* 1975), US-amerikanische ManagerinMaryana Iskander (* 1975)

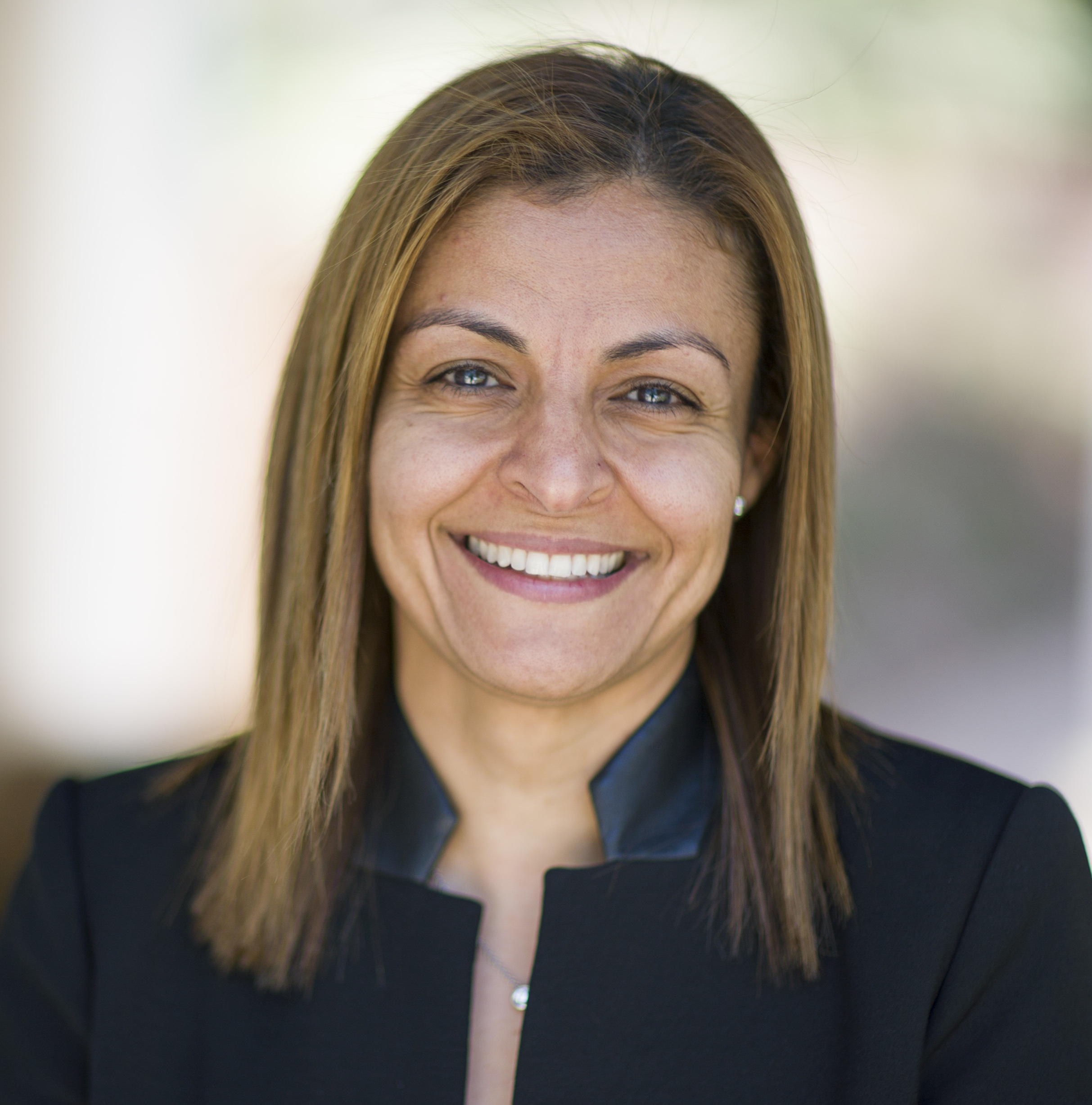
Maryana Iskander (* 1975)

### Iske
- Iske, Horst (1928–1992), deutscher Politiker (SPD) und Sportwissenschaftler
- İskender Bey, osmanischer Befehlshaber und Gouverneur
- İskender, Hagop (1871–1949), türkischer Fotograf
- Iskender, Sabri (* 1947), bulgarischer Menschenrechtler, Dissident
- İskenderli, Sura (* 1994), türkische Popsängerin und Songwriterin

### Iski
- Iškibal, Herrscher der ersten Meerland-Dynastie
- İskilipli Atıf Hoca (1875–1926), türkischer Religionsgelehrter und Autor
- İskit, Aslı (* 1993), türkische Handballspielerin

### Isko
- Iskowskich, Wassili Alexejewitsch (1939–2009), russischer Mathematiker

### Iskr
- Iskraut, Hans-Jürgen (1931–2016), deutscher Komponist
- Iskraut, Karl (1854–1942), deutscher Geistlicher und Politiker, MdR
- Iskrenow, Georgi (* 1990), US-amerikanisch-bulgarischer Eishockeyspieler
- Iskrzycka, Justyna (* 1997), polnische Kanutin